# 敬嬪朴氏
敬嬪朴氏（경빈박씨，？—1533年），朝鮮中宗的後宮嬪御，為朴秀林的女兒，本貫密陽。

## 生平
朴氏本贯密阳，生于庆尚道尚州，是当地士族（两班）朴秀林的女儿。朴秀林虽然出身士族，但贫寒无比，所以和其他良民一样参加军队，成为一名正兵（义务兵）。燕山君十一年（1505年），燕山君在全国广选美女，称为“采红”。朴氏因美貌而为世人所知，翌年爆发中宗反正，朴氏就因姿色美丽，被推荐进宫，史载她“艳姿倾后宫”。颇为得宠，朴氏被選入宮，初封從二品淑儀，後封正二品昭儀、從一品貴人，朴秀林亦於中宗二年（1507年）升官。中宗十年（1515年），章敬王后逝世。其後，朴氏才被晉正一品嬪位，賜封號敬，為敬嬪。
敬嬪朴氏生下一子二女，庶長子福城君李嵋生於中宗四年（1509年）九月十五，是中宗第一個孩子，因此備受中宗寵愛，後來又分别於中宗七年（1512年）正月二十五日、中宗九年（1514年）十月初十生庶長女惠順翁主、庶二女惠靜翁主（乳名石環），此时朴氏已晋升为正二品昭仪。
此时朴氏已宠冠后宫，并觊觎空缺的中宫之位，欲援引章敬王后当年从淑仪升至王妃的旧例。中宗打算听从，并征询大臣的意见，大臣郑光弼说：“正位当更求淑德名门，不可以侧微升！”诸臣也援引中国古代典故，警告不得以妾为妻，以预防“争嫡觊觎非分之心”。于是中宗另行拣择文定王后尹氏为王妃。其后郑光弼、李耔等大臣也援引褒姒、骊姬、武则天等例子来提醒中宗提防朴氏的野心。
集中宗三千寵愛在一身的敬嬪朴氏，積極為其子福城君的王位之路努力，與朝中權力結構有很深的糾葛。中宗十四年（1519年）發生己卯士禍，趙光祖遭流放陵州以及賜死，傳言敬嬪朴氏為了其子福城君能夠登上寶座，也在中宗之前進行讒言。中宗十八年（1523年），王世子李峼（後來的仁宗）選王世子嬪，支持王世子繼位的大尹派人物金安老和尹任掌權，不久被敬嬪朴氏和功臣派陷害，金安老被流放外地。
中宗二十二年（1527年）三月，東宮寢宮發現鼠樣的詛咒物，史稱「灼鼠之變」，嫌疑犯直指朴氏，4月21日被廢嬪位貶為庶人，其子福城君亦被廢除宗室身份，中宗二十八年（1533年）五月廿三日，敬嬪被賜予毒藥賜死，福城君不久亦步上後塵。

## 相关影视作品及扮演者
- 《赵光祖》：1996年MBC电视剧，金成鈴 饰。
- 《女人天下》：2001年SBS电视剧，都知嫄 饰。

## 相关史料
- 《中宗實錄記載》，中宗74卷，28年（1533癸巳/명가정（嘉靖）12年）5月23日（乙丑）2번째기사

## 附註
1. ↑  《商山誌》v1「朴秀林密陽人官主簿生女敬嬪是生福城君嵋謫居本州俄賜死後復官」
2. ↑  韓劇「女人天下」設定敬嬪朴氏是朴元宗的養女，實際上朴元宗出身於順天朴氏。兩人的本貫雖然不同，不過始祖皆為新羅的開國君主朴赫居世。
3. ↑  .   [2014-01-04]. （原始内容存档于2014-01-04）.
4. ↑  .   [2014-01-04]. （原始内容存档于2014-01-04）.